# Adesmia tomentosa
Adesmia tomentosa är en ärtväxtart som beskrevs av Franz Julius Ferdinand Meyen. Adesmia tomentosa ingår i släktet Adesmia och familjen ärtväxter. Inga underarter finns listade i Catalogue of Life.